# Skylanders: Trap Team
Skylanders: Trap Team (en español: Skylanders: El equipo trampa) es un videojuego de acción de plataformas en 3D desarrollado por Toys for Bob y publicado por Activision. Es la cuarta entrega de la franquicia de videojuegos Skylanders y se lanzó el 2 de octubre de 2014 en Australasia, el 5 de octubre de 2014 en América del Norte y el 10 de octubre de 2014 en Europa para las plataformas Android, iOS, Fire OS, PlayStation 3, PlayStation 4, Wii, Wii U, Xbox 360, Xbox One y Nintendo 3DS. Es la secuela de Skylanders: Swap Force y cuenta con las voces de Fred Tatasciore, Billy West, John DiMaggio, Matthew Moy, Laura Bailey, Alex Ness, John Paul Karliak y Richard Horvitz.
Skylanders: Trap Team utiliza una plataforma con un lector NFC, llamada Portal de Traptanium, que lee los chips NFC ubicados en el fondo de las figurillas. Las figurillas se usan en el videojuego como personajes jugables. Se ha anunciado una nueva línea de figurillas, llamada "Trap Masters". Los Trap Masters, junto al Maestro del Portal, deben tratar de capturar a todos los criminales que Kaos ha liberado de la Prisión Rompenubes, que albergaba a los villanos más temidos de Skylands.
El 5 de febrero de 2015, Activision anunció que una secuela de Trap Team, bajo el nombre de Skylanders: SuperChargers, estaba en desarrollo. Fue lanzado en septiembre de 2015.

## Argumento
Kaos ha volado las paredes de la temida Prisión Rompenubes, liberando a Chompy Mage, Wolfgang, Golden Queen, Chef Pepper Jack, Dr. Krankcase, Gulper, Dreamcatcher, Nightshade y Luminous - los llamados Doom Raiders, los villanos más notorios de Skylands. Ahora depende de Snap Shot, Wallop, Jawbreaker, Wildfire, Gearshift, Krypt King, Gusto, Lob Star, Bushwhack, Head Rush, Ka-Boom, Blasterminado, Tuff Luck, Knight Mare, Knight Light, Thunderbolt, Short Cut, Enigma y el resto de la pandilla para encontrarlos y capturarlos. Usando Traptainium, un material mágico que puede aprovechar el poder de los elementos, ahora tienen la sorprendente habilidad de atrapar a los villanos y devolverlos a Skylands para luchar por ellos. El Trap Team debe comenzar la aventura definitiva mientras exploran el mundo de Skylands en busca de los villanos fugitivos.

## Jugabilidad
Al igual que en los videojuegos anteriores, el jugador controla a una gran variedad de personajes mediante la colocación de figuras de juguete que representan a los personajes en un dispositivo NFC conocido como el Portal de Traptanium, el cual activa al personaje en el videojuego. En Trap Team, sin embargo, se añadió un nuevo tipo de objeto, las trampas. A diferencia de las figuras, que transportan los personajes al videojuego, las trampas se pueden utilizar para almacenar hasta 47 personajes enemigos que se encuentran originalmente en el videojuego, los cuales pueden ser controlados de la misma forma que los héroes del videojuego. Estos personajes almacenados se pueden intercambiar entre videoconsolas. El Portal de Traptanium tiene un altavoz incorporado en su diseño, para enfatizar la mecánica de atrapar personajes. Cuando los enemigos están "atrapados", sus voces se desplazan desde una pantalla hacia el portal.
Los Trap Masters son introducidos en  Skylanders: Trap Team, los cuales son Skylanders especiales que son más fuertes cuando se usan contra los villanos que se pueden atrapar. El videojuego también introduce a los Mini Skylanders (versiones en miniatura de los Skylanders regulares) como personajes jugables. Los jugadores pueden cambiar entre jugar como un villano o un Skylander en cualquier momento del juego. En el modo de juego cooperativo, los jugadores pueden compartir los villanos atrapados, y turnarse para jugar como ellos. Sin embargo, existe un límite de tiempo en que se puede utilizar un villano. Una vez que la energía del villano jugable se agota, los jugadores deben esperar hasta que la energía del villano pueda recargarse para poder utilizar el personaje una vez más. Los villanos son en realidad más potentes que los Skylanders. También hay misiones ocultas que implican a los villanos, una vez completada cada misión se desbloquean mejoras exclusivas. Los villanos también se pueden almacenar en la bóveda de villanos que se sitúa en el mundo principal del juego.
La versión para teléfonos de Skylanders: Trap Team utiliza un Portal de Traptanium por bluetooth, con controles táctiles opcionales. Si el Portal de Traptanium no está conectado, los jugadores pueden utilizar a personajes especiales, que son versiones digitales de las figuras almacenadas en el dispositivo.

## Desarrollo y lanzamiento
En noviembre de 2013, Activision confirmó que un cuarto videojuego de Skylanders estaba en desarrollo para su estreno en algún momento de 2014. El 15 de abril de 2014, Activision lanzó un video con Eon y Kaos promocionando un anuncio en los medios para la semana siguiente en Nueva York. El 23 de abril de 2014, Activision anunció Skylanders: Trap Team con fecha de lanzamiento el 5 de octubre de 2014.
Además de los Starter Pack (paquetes de iniciación) regulares lanzados para todas las videoconsolas (que incluían a Fast Food y de Snap Shot como personajes jugables, dos trampas, hojas de adhesivos y cartas intercambiables), también se comercializó una edición llamada Dark Edition Starter Pack, que incluía la trampa de Ultimate Kaos, una versión oscura de Snap Shot, Dark Wildfire, Dark Food Fight, un póster de colección de dos caras, hojas de adhesivos, dos trampas adicionales, y cartas intercambiables.
La edición Tablet Starter Pack para los dispositivos Android, iOS y Fire OS, incluía un Portal de Traptanium con Bluetooth, un control y todo lo que se incluía en los Starter Pack de las videoconsolas. En el momento de su lanzamiento, el videojuego era compatible con Nvidia Shield, y versiones posteriores de los iPad, Kindle Fire, Samsung Galaxy Tab, y Google Nexus.
La versión de Wii contiene un código de descarga gratuita de la versión de Wii U del videojuego, que no estaba disponible en la Nintendo eShop.

### Elenco de voces
| Personaje     | Voces inglés      | Doblaje Español         |
| ------------- | ----------------- | ----------------------- |
| Maestro Eon   | Daniel Hagen      | Ángel Amorós            |
| Flynn         | Patrick Warburton | Héctor Garay            |
| Hugo          | Michael Yurchak   | Jorge Saudinós          |
| Buzz          | Travis Willigham  | Salvador Serrano        |
| Cali          | Sumalee Montano   | Gema Carballedo         |
| Mags          | Eliza Schneider   | Yolanda Pérez Segoviano |
| Tessa         | Kari Wahlgren     | Ana Esther Alborg       |
| Kaos          | ????              | ????                    |
| Glumshanks    | Chris Cox         | Jesús Barreda           |
| Golden Queen  | CCH Pounder       | Pepa Castro             |
| Wolfgang      | Josh Keaton       | Jorge Saudinós          |
| Krankcase     | Quinton Flynn     | Juan Rueda              |
| Dreamcatcher  | Tara Platt        | Pilar Martín            |
| Pepper Jack   | Darin De Paul     | Vicente Gil             |
| Chompy Mage   | Alex Ness         | Jesús Barreda           |
| Gulper        | Jamieson Price    | Juan Carlos Lozano      |
| Spyro         | Josh Keaton       | Jorge Saudinós          |
| Gill Grunt    | Darin De Paul     | Jesse Conde             |
| Trigger Happy | Dave Wittenburg   | Andrés Gutiérrez Coto   |
| Eruptor       | Keythe Farley     | José Luis Orozco        |
| Bash          | ????              | Blas García             |
| Ignitor       | Dwight Schultz    | Herman López            |
| Chop-Chop     | Steve Blum        | Javier Rivero           |

## Recepción
Skylanders: Trap Team recibió críticas positivas de los críticos especializados. La puntuación de los sitios web de reseñas de GameRankings y Metacritic, dieron a la versión de PlayStation 4 puntuaciones de 84.67% y 84/100, respectivamente.